# سد سلولی

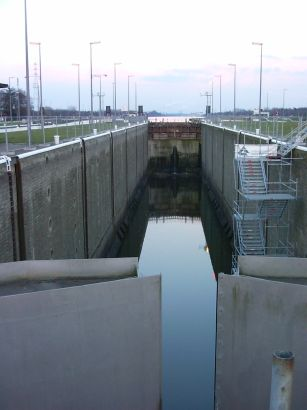
سد سلولی در آلبرت‌کانال در خودس‌هیده، بلژیک.

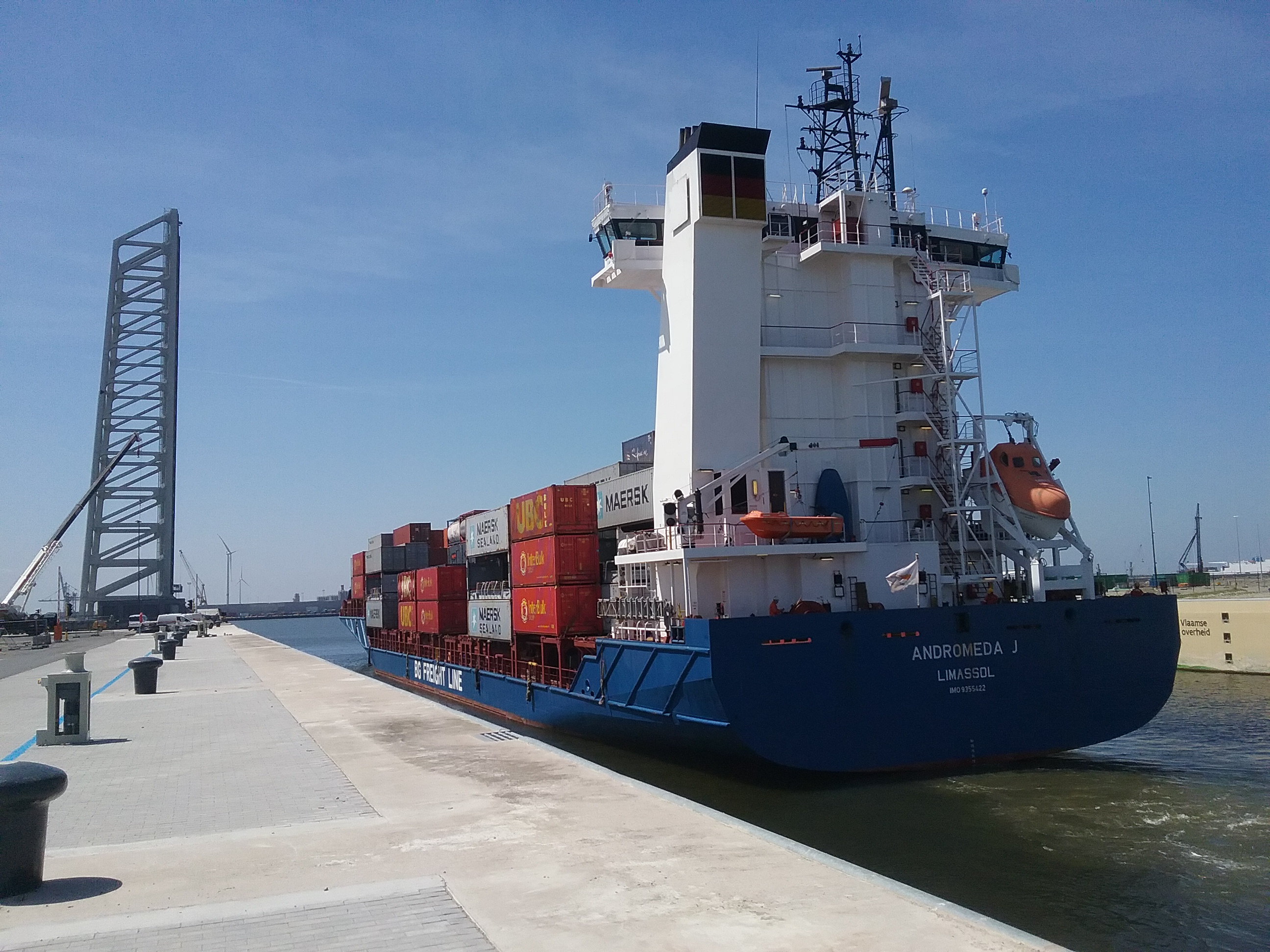
سد سلولی کیلدرخت- بزرگ‌ترین سد سلولی دنیا - واقع در بندر آنتورپ بلژیک که در سال ۲۰۱۶ افتتاح گردید.

سد سلولی دستگاهی برای بالابردن و پایین‌بردن قایق‌ها بین آب سطوح مختلف راه‌های آبی رودخانه‌ها و آبراه‌ها است. این ویژگی برجستهٔ قفل یک اتاق ثابت است که میزان آب را در آن می‌توان دگرگون کرد. در حال حاضر بزرگ‌ترین سد سلولی جهان در بندر آنتورپ بلژیک قرار گرفته‌است.

## آب‌بند
از آب‌بند برای بالا یا پایین بردن قایق‌ها و کشتی‌ها استفاده می‌شود و شبیه جعبه بازی است که درونش آب است و در دو طرفش دریچه‌هایی دارد. وقتی آب بیرون دو دریچه در سطح‌های متفاوتی قرار دارد به آب‌بند نیاز پیدا می‌کنیم. با تغییر سطح آب داخل آب‌بند، قایق یا کشتی می‌تواند از یک سطح آب به سطح دیگر حرکت کند. این نمونه آب‌بند، آب‌بند استخری نامیده می‌شود.

### تاریخچه
پیش از ساخته شدن آبراهه، قایق‌ها مجبور به استفاده از رودخانه‌هایی بودند که گاهی عمقشان برای شناوری قایق بسیار کم بود. برای رفع این نقص، سد یا دیواری در عرض رودخانه می‌ساختند تا در بالادست سد، عمق آب برای شناوری قایق کافی باشد. قسمتی از سد باید برداشته می‌شد تا قایق‌ها بتوانند عبور کنند. قایق‌هایی که به پایین دست رودخانه می‌رفتند به کمک جریان آب حرکت می‌کردند، ولی قایق‌هایی را که به بالای رودخانه می‌رفتند باید می‌کشیدند. پس از عبور قایق شکاف سد مجدداً بسته می‌شد. به این نوع آب‌بند، آب‌بند آنی گفته می‌شد.

### آب‌بند در آبراهه‌ها
در روزهای اولیه ساخت آبراهه در کشورهای کوهستانی، مهندسان اغلب آبراهه‌هایی می‌ساختند که ارتفاع ثابتی داشت بنابراین به آب‌بند نیازی نبود. ولی اگر قرار می‌شد آبراهه به جای دور تپه از روی آن عبور کند، در این صورت مجبور بودند از آب‌بند استفاده کنند. تپه بزرگ به چند آب‌بند نیاز دارد چون بیش‌ترین ارتفاعی که یک آبراهه می‌تواند در یک آب‌بند بالا یا پایین برده شود در حدود ۹متر است.

### آب برای آب‌بندها
هنگامی که دریچه‌های آب‌بند بسته‌اند، با هم جفت می‌شوند و یک سطح به شکل v کم عمق تشکیل می‌دهند. در نتیجه هنگامی که سطوح آب متفاوت اند، فشار آب دریچه‌ها را کاملاً بسته نگه می‌دارد. به علاوه، دو مجموعه دریچه را نمی‌توان در یک زمان باز کرد.
هروقت قایقی از آب‌بند عبور می‌کند، آب نیز همراه با آن عبور می‌کند. بدون توجه به امتداد حرکت قایق، آب همیشه از سطح بالاتر به طرف سطح پایین‌تر روان می‌شود. اگر آبراهه از یک طرف تپه بالا برود و از طرف دیگر آن پایین بیاید، مشکل ایجاد می‌شود. با گذشتن قایق‌های بیشتری از آبراهه و آب‌بندهایش، بلندترین بخش آبراهه به آرامی خالی می‌شود. برای حل این مشکل، آب باید به نوک تپه تلمبه شود، در آنجا ذخیره شود و سپس برای پر نگه داشتن آبراهه به کار رود.

### آب‌بند در مدخل باراندازهای آبی
اگر اختلاف ارتفاع جزرومد بیش تر از حدود ۴ متر باشد، بارگیری یا تخلیه کشتی مشکل می‌شود چون تقریباً به اندازه جزرومد بالا و پایین می‌رود. بهتر آن است که بارانداز بسته‌ای ساخت تا در آن آب‌بندی لازم است تا کشتی‌ها بتوانند بین لنگرگاه و دریا، که سطح آب آن پایین‌تر است، حرک کنند. این آب‌بندها به مراتب از آب‌بندهای استخری بزرگترند چون باید کشتی‌های اقیانوس پیما را حرکت دهند.
پاره‌ای از کشتی‌های بزرگ، مانند نفت‌کش‌های غول پیکر فقط می‌توانند به بندرها یا بندرگاه‌های بدون آب‌بند بروند.

## نگارخانه

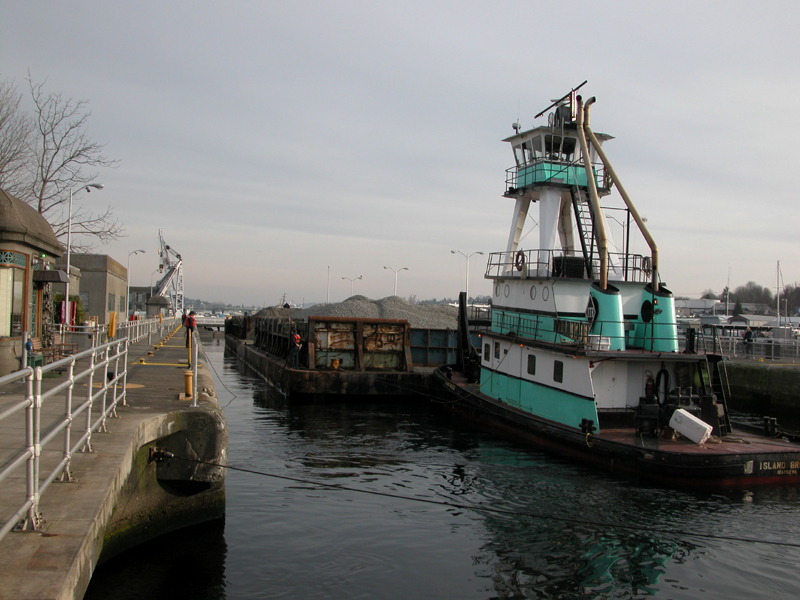
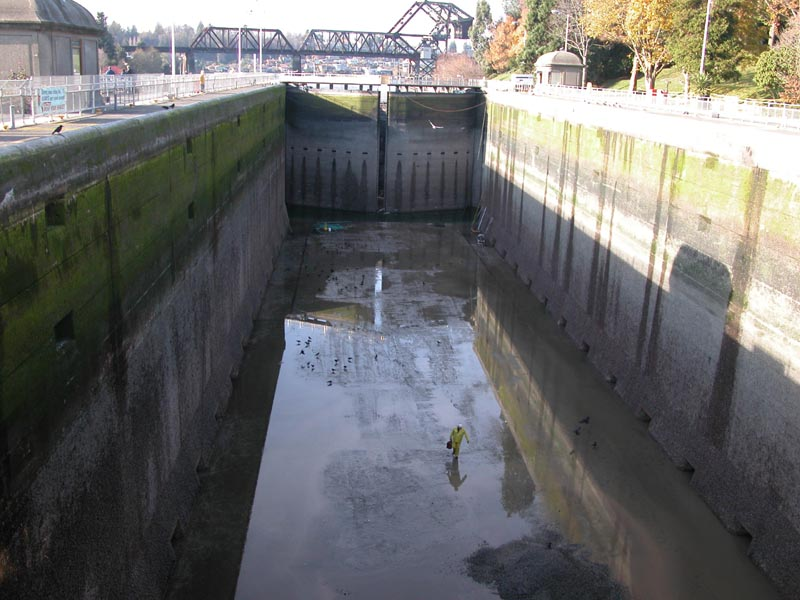
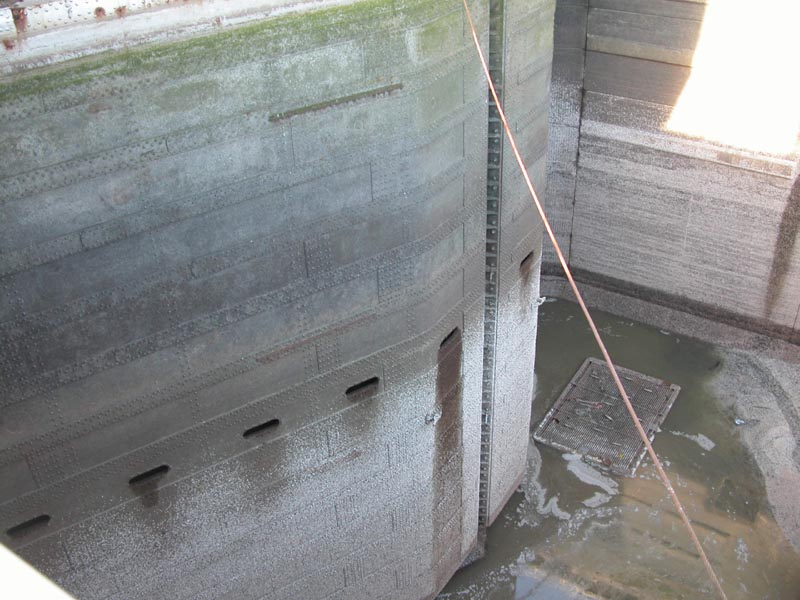
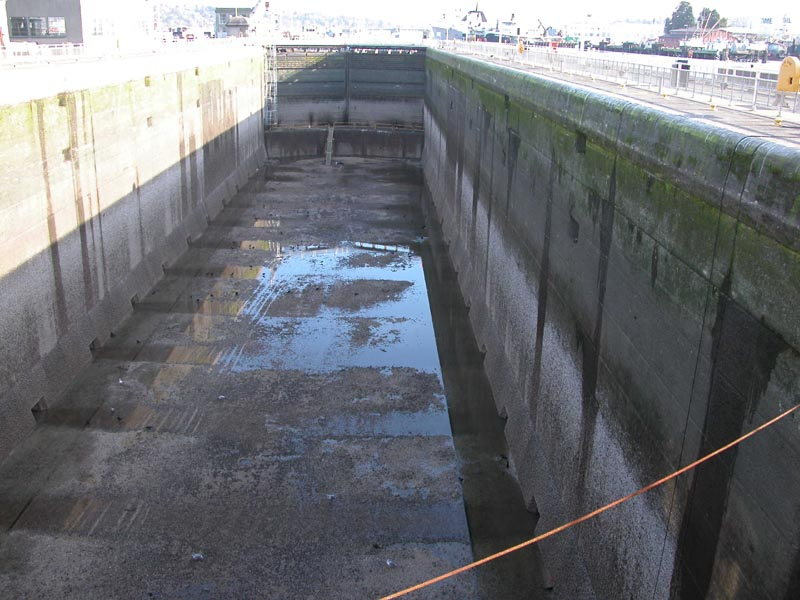